# 일본의 포경

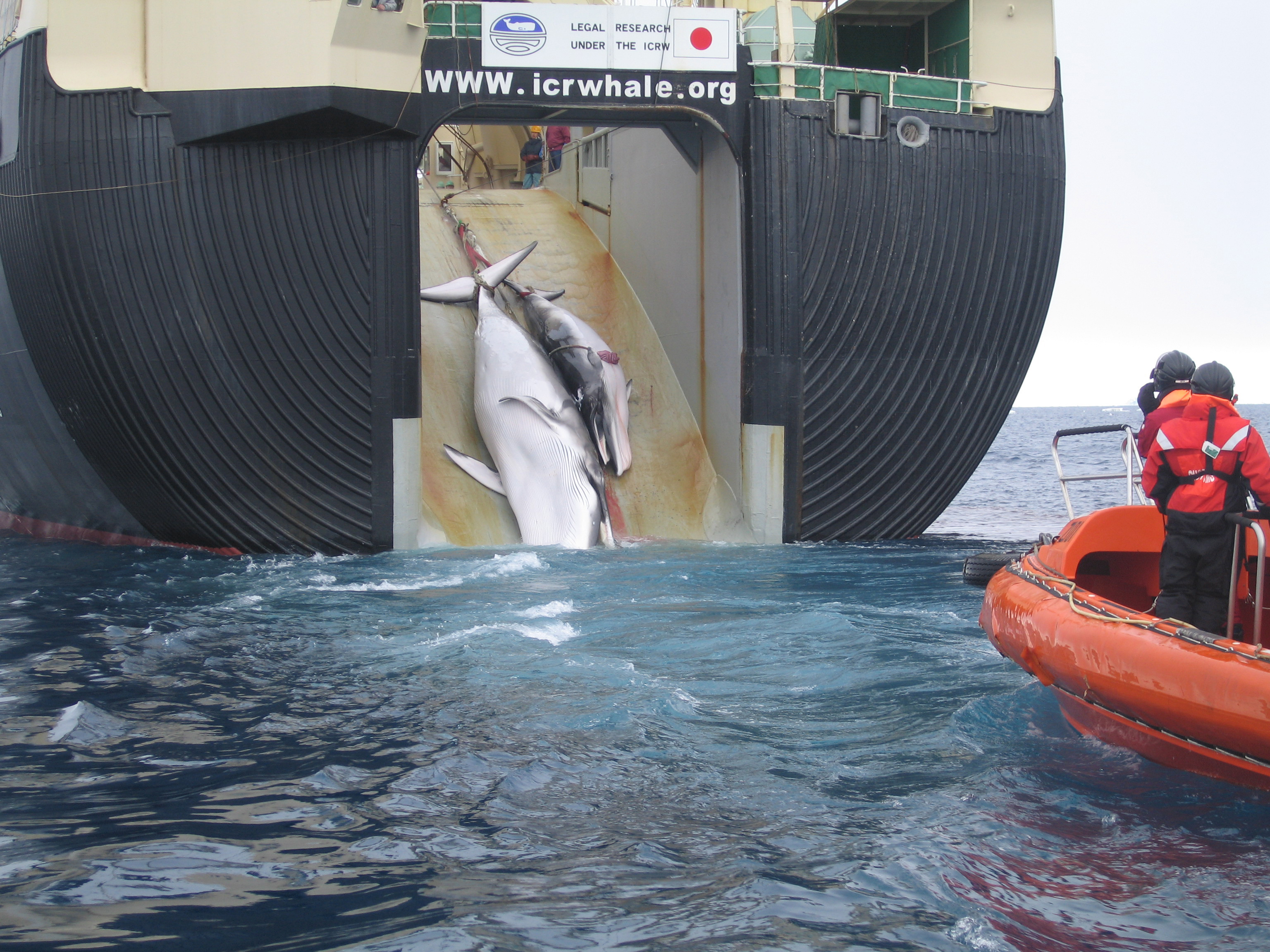

일본의 고래잡이는 선사 시대부터 고래잡이가 이루어지고 있으며 서양의 고래잡이와는 달리 단독적인 고래잡이 기술을 발전시켜 왔다. 에도 시대에는 시구라쿠미(鯨組)라는 대규모 고래잡이 집단에 의한 조직적인 포경을 하고 있었다. 메이지 시대에는 서양의 포경 기술을 도입하고 멀리는 남극해 등의 공해에도 진출하여 노르웨이 및 영국과 대등한 주요 현대 고래잡이 국가 중 하나가 되었다.현재까지는 조사용 포경만 허용했으나 2019년 부턴 국제 포경위원회를 탈퇴해서 상업용 고래잡이를 재개할 예정이다.

## 비판
1986년 고래의 상업 포경이 금지 된 이후, 일본은 과학적 연구를 위해 포경을 허용하는 제도인 과학포경을 이용해 고래잡이를 계속하였다. 일본의 포경을 막으려 과학 포경 철회를 요구하는 캠페인을 열었지만 전 세계의 비난에도 불구하고 27년 동안 과학 조사를 명목으로 포경을 지속하였다. 일본은 조사포경 조항을 악용해 고래를 상업적으로 남획해 왔다는 비판을 받았다. 고래의 생식 현황을 연구한다는 명목으로 고래를 살상했지만 사실상 그 어떤 목표도 이루지 못했다. 일본 정부는 조사 포경의 비용을 충당하기 위해 부산물인 고래 고기를 유통하여 판매하였지만 수요가 없어 75%가 냉동 창고에 쌓여가고 있는 실정이다. 포경 업계에 제공하는 막대한 보조금은 국민의 세금으로 충당했다.

## 그린피스
고래 포경을 반대하는 환경 단체 그린피스는 남극해 고래보호구역 내 포경 전면 금지를 위해 일본 포경 산업의 부패를 폭로하는 활동을 일본에서 지속적으로 벌였다.

## 소송
호주는 일본의 포경에 강력히 반대하는 나라 중 하나로 일본은 조사 포경이라 주장하지만 포획 수가 너무 많아 실제로는 상업포경과 다를 바 없다고 주장하며 2010년 5월 일본을 국제 사법재판소에 제소했다. 이에 국제사법재판소는 일본의 포경을 상업 포경이라고 판단내리고 위법행위로 판결했다. 그 결과 일본은 계획했던 남극해 포경 계획을 공식적으로 취소했다.

## 변화
일본 정부가 국제사법재판소의 판결을 받아들이며 남극해 포경 계획을 취소하면서 북태평양의 과학 포경까지 검토할 가능성을 밝혔다.

## 같이 보기
- 포경
- 과학포경
- 가나가와 조약
- 국제포경위원회
- 그린피스
- 일본경류연구소(日本鯨類研究所, Institute of Cetacean Research)
- 더 코브 (영화) - 일본에서의 포경과 관련된 미국 다큐멘터리 영화